# Weddell-Inseln
Die Weddell-Inseln sind eine Gruppe kleiner Inseln im Archipel der Südlichen Orkneyinseln. Sie liegen 1,5 km südlich von Saddle Island und 7,5 km vor dem westlichen Ende von Laurie Island. Nordwestlich der Inseln liegt der Scapa Rock.
Die erste Sichtung geht vermutlich auf den britischen Robbenfängerkapitän George Powell und sein US-amerikanisches Pendant Nathaniel Palmer im Dezember 1821 zurück. Der Name der Inselgruppe ist erstmals auf einer Karte des britischen Seefahrers James Weddell (1787–1834) verzeichnet, der die Südlichen Orkneyinseln 1823 besucht hatte und zudem der Namensgeber ist.